# Джерело Безодня (Гощанський район)
Джерело́ Безо́дня — гідрологічна пам'ятка природи місцевого значення в Україні. Розташована в межах Гощанського району Рівненської області, за 1,5 км на південний захід від центральної частини села Бугрин.
Площа 12 га. Статус надано згідно з рішенням облради від 27.05.2005 року № 584. Перебуває у віданні Бугринської сільської ради.
Статус надано з метою збереження природного джерела з чистою водою. Поруч зростають осока, очерет, лепешняк, жовтець їдкий, терен, шипшина, верболіз, є також рідкісні види рослин. Гніздяться водно-болотні птахи.

## Галерея

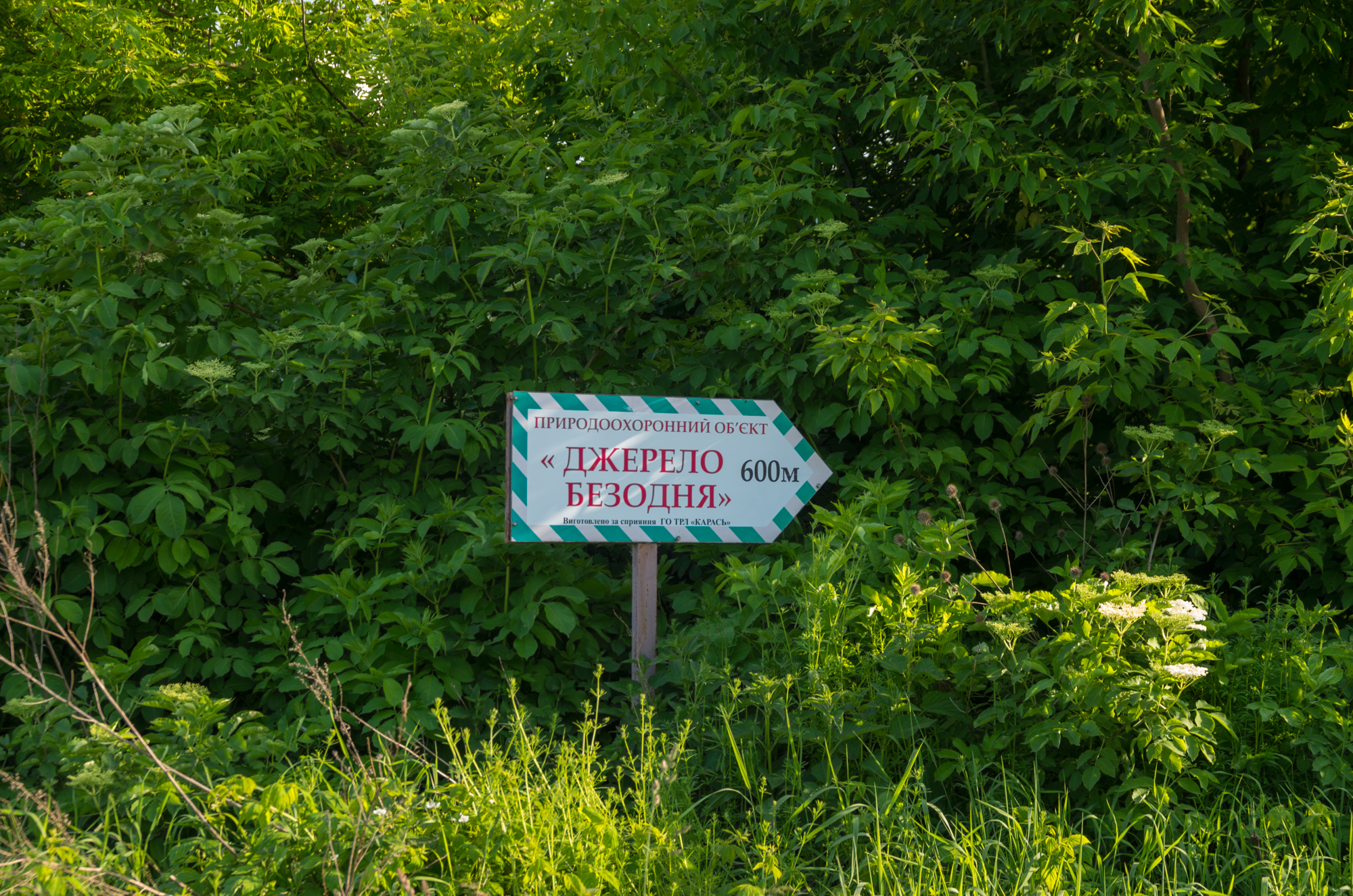
Вказівник до джерела
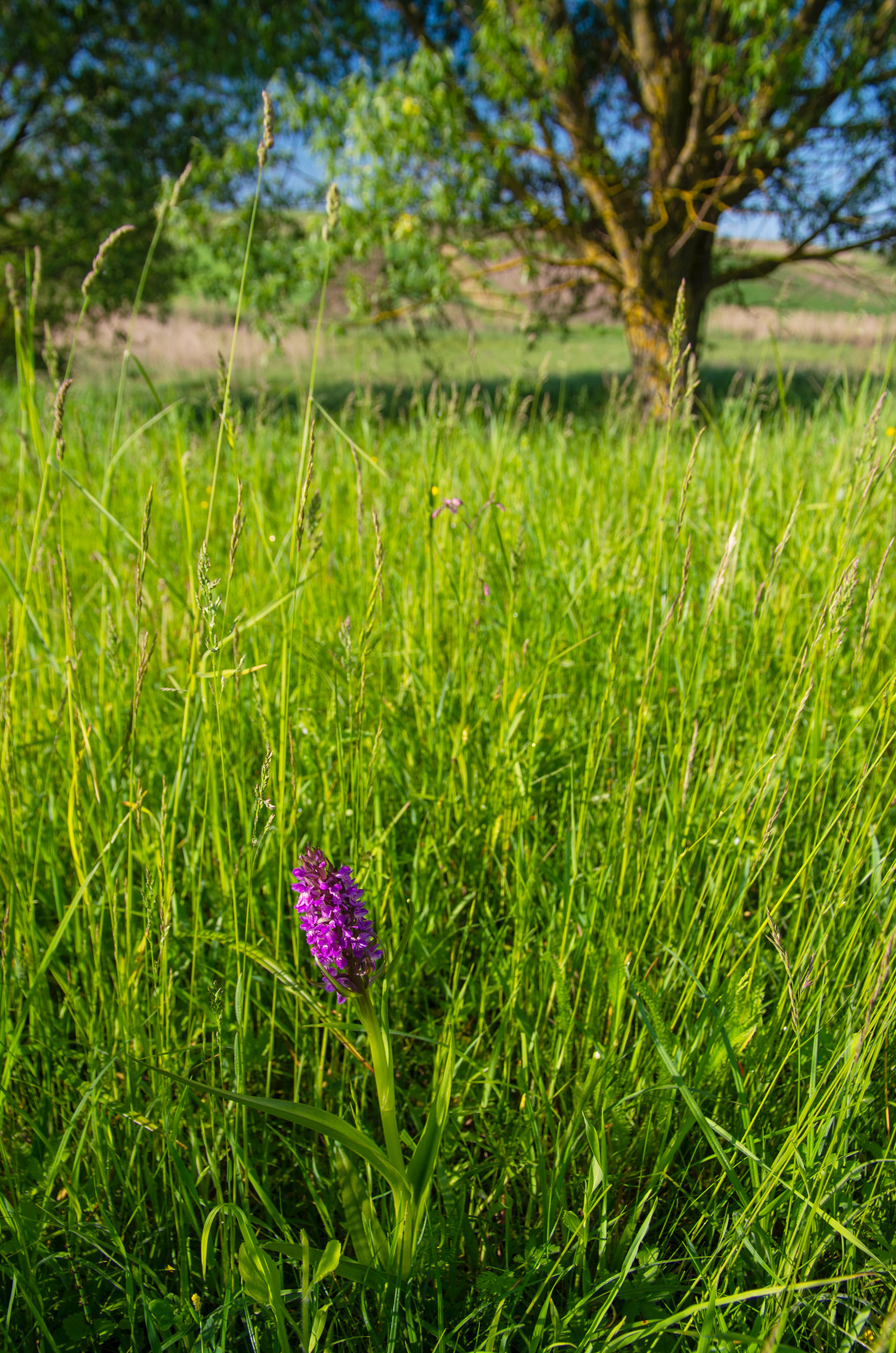
Пальчатокорінник біля джерела